# Ричленд Тауншип (округ Клеріон, Пенсільванія)
Ричленд Тауншип (англ. Richland Township) — селище (англ. township) в США, в окрузі Клеріон штату Пенсільванія. Населення — 469 осіб (2020).

## Демографія
Згідно з переписом 2010 року, у селищі мешкали 494 особи в 196 домогосподарствах у складі 135 родин. Було 257 помешкань
Расовий склад населення:
| - 99,2 % — білих - 0,4 % — азіатів |

До двох чи більше рас належало 0,4 %. Частка іспаномовних становила 0,2 % від усіх жителів.
За віковим діапазоном населення розподілялося таким чином: 20,9 % — особи молодші 18 років, 60,9 % — особи у віці 18—64 років, 18,2 % — особи у віці 65 років та старші. Медіана віку мешканця становила 43,8 року. На 100 осіб жіночої статі у селищі припадало 96,8 чоловіків;  на 100 жінок у віці від 18 років та старших — 98,5 чоловіків також старших 18 років.
Середній дохід на одне домашнє господарство  становив 52 695 доларів США (медіана — 45 625), а середній дохід на одну сім'ю — 60 230 доларів (медіана — 56 250). Медіана доходів становила 43 542 долари для чоловіків та 24 583 долари для жінок. За межею бідності перебувало 11,8 % осіб, у тому числі 15,5 % дітей у віці до 18 років та 8,0 % осіб у віці 65 років та старших.
Цивільне працевлаштоване населення становило 185 осіб. Основні галузі зайнятості: освіта, охорона здоров'я та соціальна допомога — 22,7 %, виробництво — 17,3 %, транспорт — 13,5 %, будівництво — 11,4 %.